# 昇平公主
升平公主（750年代—810年），李氏，名不详，唐代宗之女，母崔贵妃。

## 生平
升平公主的生年大约在天宝九年至十四年左右（750年至755年）。当时，她是当朝皇帝玄宗的曾孙女，而祖父唐肃宗此时为太子，父亲唐代宗为广平郡王。
宝应元年（762年），其父登基，她应是在此后获得册封，始封升平公主。应允与公主结婚的人是郭子仪之子郭暧。当时郭暧仅十余岁，公主与他的年龄相近，这是一桩典型的政治联姻。永泰元年（765年）六月，升平公主下嫁十三岁的郭暧。婚后，生三子二女，三子即郭钊、郭鏦和郭铦，长女即懿安皇后郭氏，次女的生平没有记载。还有一个庶子郭鑄。史书中没有两人婚姻生活中的具体事迹的记载，只留下了醉打金枝的传说。
建中年间（780年—783年），公主坐事，留在禁中。朱泚叛乱，逼驸马郭暧出任官职。郭暧与公主逃到奉天，唐德宗因此赦免了公主的罪，并嘉奖他们。785年或786年，升平公主生下最小的儿子郭铦。她的长女郭氏，在贞元九年（793年）十一月丁卯成为皇太子李诵（唐顺宗）长子广陵郡王李纯（唐宪宗）的王妃。
贞元十六年（800年），郭暧逝世。贞元二十一年（805年），女婿唐宪宗即位，女儿郭氏为贵妃，公主则晋为升平大长公主。元和五年（810年）十月，公主逝世，追赠虢国大长公主，赐谥号懿。元和十五年（820年），外孙唐穆宗即位，同年三月追赠郭暧为太傅，虢国大长公主追赠齐国大长公主。称齐国昭懿公主。

## 排行、生母和名字
《旧唐书》的不同章节，对升平公主的排行有不同描述。《旧唐书  列传第二 后妃下》称“代宗长女”，《旧唐书 列传第七十》则称“代宗第四女”。
她的生母崔贵妃如与唐代宗的嫡妻崔氏是同一人，升平公主为代宗嫡长女，则可以解释《旧唐书》中的问题。但并没有其它资料可以佐证。
欧阳修《集古录》载有《唐昭懿公主碑》，谏议大夫孟简撰文，权知吏部郎中皇甫鎛书，碑云公主，代宗之女，讳升平，字升平，出嫁左散骑常侍郭暧，号升平大长公主。追赠虢国，谥曰昭懿。元和六年（811年）立碑。"升平"是公主的徽号，中国古代并没有使用名字做为徽号的传统。名字和表字亦是不同的概念。

## 相關虛構作品
昇平公主為戲曲《打金枝》的女主角。

### 影視形象
- 1981年台視楊麗花歌仔戲《打金枝》，青蓉饰升平公主
- 1986年 華視葉青歌仔戲《金枝玉葉》，林美照饰升平公主
- 1998年 三立廟口歌仔戲《郭曖與公主》，石惠君饰升平公主
- 1997年香港无线电视剧《醉打金枝》，关咏荷饰升平公主
- 2005年中国大陆电视剧《新醉打金枝》—蔡琳飾演昇平公主。